# Casa de Oitão da Ladeira dos Aflitos
A Casa de Oitão da Ladeira dos Aflitos é uma edificação localizada em Salvador, município do estado brasileiro da Bahia.. Foi tombada pelo Instituto do Patrimônio Artístico e Cultural da Bahia (IPAC) em 2002, através do processo n.º 017. Não há informações precisas sobre a origem deste sobrado neoclássico provavelmente da segunda metade do século XIX. Foi tombado pelo IPAC em 2002, recebendo tombo de bens imóveis (Inscrição 60/2002).